# Kirchenkreis Teltow-Zehlendorf
Der Kirchenkreis Teltow-Zehlendorf ist einer von zehn Kirchenkreisen der Evangelischen Kirche Berlin-Brandenburg-schlesische Oberlausitz im Sprengel Berlin. Er umfasst ca. 48.000 Gemeindeglieder in 20 Gemeinden, davon elf in den Brandenburger Landkreisen Teltow-Fläming und Potsdam-Mittelmark sowie neun im ehemaligen Berliner Bezirk Zehlendorf.

## Geschichte
Der Kirchenkreis entstand 1998 durch die (Wieder-)Vereinigung des Kirchenkreises Zehlendorf mit dem größten Teil des Kirchenkreises Teltow. Schon dem Kirchenkreis Zehlendorf, der 1948 durch die Teilung des Kirchenkreises Kölln-Land I entstanden war, hatten 17 Gemeinden im Brandenburger Umland angehört. Erst der Bau der Berliner Mauer erzwang 1961 eine Teilung.

## Organisation
Die Organisation des Kirchenkreises richtet sich nach den in der Grundordnung der Landeskirche (Art. 39–65) festgelegten Regeln.

### Superintendentur
Der Kirchenkreis wird durch einen Superintendenten geleitet. Er übt die direkte Dienstaufsicht über die ordinierten Mitarbeiter des Kirchenkreises aus. An das Superintendentenamt ist ein Predigtauftrag gebunden. Im November 2011 beschloss die Kreissynode eine kreiskirchliche Pfarrstelle für die Leitung im Kirchenkreis zu errichten.

#### Superintendenten des Kirchenkreises Teltow-Zehlendorf
- Anto Graf von Pestalozza (1998-2000)
- Harald Sommer (2000-2011)
- Johannes Krug (2012-    )

### Kreissynode
Das höchste Organ des Kirchenkreises ist, wie von der Grundordnung vorgesehen, die alle sechs Jahre gewählte Kreissynode. Ihr gehören von den Gemeindekirchenräten gewählte Gemeindemitglieder, Mitarbeiter im Pfarrdienst, andere im Kirchenkreis beruflich tätige Mitarbeiter, vom Kreiskirchenrat berufene Kreissynodale und  der Superintendent an. Die Kreissynode des Kirchenkreises Teltow-Zehlendorf tagt zwei Mal im Jahr, beschließt die Haushalts- und Stellenpläne und wählt den Kreiskirchenrat. Die Kreissynode wird geleitet von einem aus ihrer Mitte gewählten Präses und zwei Vizepräsides, die gemeinsam das Präsidium bilden.

#### Präsides der Kreissynode
- Gisela Krehnke (1998-2002)
- Matthias Aettner (2002-2014)
- Felix Barckhausen (2014 - )[4]

### Kreiskirchenrat
Der Kreiskirchenrat leitet den Kirchenkreis und vertritt ihn in Rechtsangelegenheiten. Er nimmt die Aufgaben der Kreissynode zwischen deren Tagungen wahr. In seinen monatlichen Sitzungen berät er alle wichtigen Ereignisse und Entwicklungen im Kirchenkreis. Er wirkt mit bei der Stellenbesetzung im Kirchenkreis, regelt die Dienstaufsicht für die Mitarbeiter des Kirchenkreises, verwaltet das Vermögen des Kirchenkreises, führt dessen Haushalt und beaufsichtigt die Vermögens- und Finanzverwaltung der Kirchengemeinden. Vorsitzender des Kreiskirchenrates ist der Superintendent.

## Kirchengebäude
| Bild | Kirche                                | Kirchengemeinde                  | Ort                                                |
| ---- | ------------------------------------- | -------------------------------- | -------------------------------------------------- |
|      | Jesus-Christus-Kirche                 | Berlin-Dahlem                    | Berlin-Dahlem                                      |
|      | Dorfkirche Dahlem                     | Berlin-Dahlem                    | Berlin-Dahlem                                      |
|      | Emmaus-Kirche                         | Emmaus Zehlendorf                | Berlin-Zehlendorf (Onkel Toms Hütte)               |
|      | Schinkelkirche Großbeeren             | Großbeeren                       | Großbeeren                                         |
|      | Dorfkirche Kleinbeeren                | Großbeeren                       | Kleinbeeren                                        |
|      | Glockenturm Heinersdorf               | Großbeeren                       | Heinersdorf (Großbeeren)                           |
|      | Dorfkirche Güterfelde                 | Güterfelde                       | Güterfelde                                         |
|      | Dorfkirche Sputendorf                 | Güterfelde                       | Sputendorf                                         |
|      | Dorfkirche Schenkenhorst              | Güterfelde                       | Schenkenhorst (Stahnsdorf)                         |
|      | Dorfkirche Kleinmachnow               | Kleinmachnow                     | Kleinmachnow                                       |
|      | Stiftskapelle                         | Magdalenengemeinde               | Evangelisches Diakonissenhaus Berlin Teltow Lehnin |
|      | Kirche Nikolassee                     | Nikolassee                       | Berlin-Nikolassee                                  |
|      | Dorfkirche Zehlendorf                 | Paulus Zehlendorf                | Berlin-Zehlendorf                                  |
|      | Johanneskirche (Berlin-Schlachtensee) | Schlachtensee                    | Berlin-Schlachtensee                               |
|      | Kirche Schönow                        | Schönow-Buschgraben              | Schönow (Zehlendorf)                               |
|      | St. Peter und Paul (Berlin-Wannsee)   | St. Peter und Paul auf Nikolskoe | Berlin-Wannsee                                     |
|      | Dorfkirche Stahnsdorf                 | Stahnsdorf                       | Stahnsdorf                                         |
|      | Stephanuskirche (Berlin-Zehlendorf)   | Stephanus                        | Berlin-Zehlendorf                                  |
|      | St. Andreas (Teltow)                  | Teltow                           | Teltow                                             |
|      | Siedlungskirche (Teltow)              | Teltow                           | Teltow                                             |
|      | Dorfkirche Ruhlsdorf (Teltow)         | Teltow                           | Ruhlsdorf (Teltow)                                 |
|      | Andreaskirche (Berlin-Wannsee)        | Wannsee                          | Berlin-Wannsee                                     |
|      | Kirche am Stölpchensee                | Wannsee                          | Stolpe (Wannsee)                                   |
|      | Kirche Zur Heimat                     | Zur Heimat Zehlendorf            | Berlin-Zehlendorf                                  |